# تشارلز بي. هاريسون
تشارلز بي. هاريسون هو سياسي كندي، ولد في 13 مايو 1824، وتوفي في 5 أكتوبر 1901 في كندا. حزبياً، نشط في الجمعية الليبرالية لنيو برونزويك ‏. وقد انتخب عضو الجمعية التشريعية لنيو برونزويك ‏.